# Lucas Piton
Lucas Piton, né le 9 octobre 2000 à Jundiaí, est un footballeur brésilien qui évolue au poste d'arrière gauche avec Vasco da Gama.

## Biographie

### En club
Passé par le Nacional (en) et le São Paulo FC, il a également pratiqué le futsal avant d'arriver au Sport Club Corinthians Paulista.
Lucas Piton fait ses débuts en Série A le 8 décembre 2019 contre Fulminense, où malgré la défaite à domicile, il s'illustre notamment en offrant une passe décisive à son coéquipier Gustavo,.